# Chiesa di San Gaspare del Bufalo
La chiesa di San Gaspare del Bufalo è una chiesa di Roma, nel quartiere Tuscolano, in via Rocca di Papa.

## Storia
Essa fu costruita su progetto dall'Ingegnere Pier Luigi Nervi tra il 1976 ed il 1981, e venne solennemente consacrata dal cardinale Ugo Poletti il 24 ottobre 1981. Come ricorda una lapide posta in fondo alla chiesa, il 6 dicembre 1981, alcuni mesi dopo l'attentato, la chiesa ricevette la visita di Giovanni Paolo II.

Chiesa San Gaspare del Bufalo

La chiesa è sede parrocchiale, istituita il 19 marzo 1961 con il decreto del cardinale Luigi Traglia Cum in regione, ed affidata ai sacerdoti della Congregazione dei Missionari del Preziosissimo Sangue, che ne sono i proprietari e al cui fondatore è intitolata la chiesa.

## Descrizione
La chiesa, in cemento armato a vista, si presenta a pianta quadrata e l'ingresso principale è posto in uno dei suoi vertici. La copertura a piramide è realizzata in rame con giunti sagomati anch'essi in rame. All'ingresso è posto la statua di san Gaspare, titolare della chiesa. Staccato dal corpo principale è il basso campanile, realizzato da sette pilastri in cemento armato che sorreggono le campane.
L'interno si presenta con un piano di calpestio in leggera discesa verso l'altare, e con i banchi disposti ad emiciclo. All'altare maggiore vi è un trittico bronzeo di Raoul Vistoli, raffigurante Gesù crocifisso, Maria e Gaspare del Bufalo; dietro è posta una vetrata policroma con la raffigurazione dei simboli eucaristici del pane e del vino. Di notevole fattura la Via Crucis, opera bronzea del sacerdote francescano Andrea Martini, le cui scene si susseguono, senza soluzione di continuità, lungo le pareti dell'edificio: i bozzetti in vetroresina sono esposti nella chiesa di San Frumenzio ai Prati Fiscali. A fianco del presbiterio vi è la cappella del Santissimo Sacramento, a pianta ottagonale, dominata da una grande opera in ceramica, raffigurante il santo titolare della chiesa.

## Oratorio
La chiesa inoltre, dispone anche di un oratorio, adibito esattamente di fronte ad essa. Quest'ultimo dispone di un campo da basket e ben due campi da calcio a 5 in erba sintetica, utilizzati per le partite in casa e per gli allenamenti della squadra della chiesa. Il tutto è all’aperto. L’oratorio, infine, ha anche un piccolo parco giochi per i bambini